# Gardner Dean Blodgett
Gardner „Gard“ Dean Blodgett (* 18. August 1925 in Concord, New Hampshire; † 13. März 2019) war ein US-amerikanischer Kartograf und Geologe.

## Leben
Im Anschluss an seinen Schulabschluss an der Concord High School verpflichtete sich Blodgett 1943 bei der United States Army und wurde in Europa stationiert. Als Technician Fourth Grade der 69. Infanteriedivision war er während des Zweiten Weltkriegs an der Abwehr der Ardennenoffensive beteiligt. Für seine Verdienste wurde er mit dem Bronze Star und als Verwundeter mit dem Purple Heart ausgezeichnet.
Nach seiner Rückkehr nach New Hampshire besuchte Blodgett das Dartmouth College und graduierte dort als Geologe. In den 1950er Jahren arbeitete er in Washington, D.C. im Auftrag des Innenministeriums an der Kartierung des antarktischen Kontinents. In seinen Aufgabenbereich fiel insbesondere die Auswertung von Luftaufnahmen der Operation Highjump (1946–1947). In Anerkennung für seine Arbeiten trägt heute die Blodgett Iceberg Tongue seinen Namen. In späteren Jahren war er für das United States Army Corps of Engineers zur Wasserversorgung von Neuengland tätig.
Von 1969 bis zu deren Tod im Jahr 2014 war er mit Sarah „Beth“ Blodgett (geborene Weed) verheiratet. Aus der Verbindung ging ein Sohn hervor. Er starb im März 2019 im Alter von 93 Jahren und ist auf dem Blossom Hill Cemetery seiner Geburtsstadt beerdigt.